# NGC 6108
NGC 6108 is een balkspiraalstelsel in het sterrenbeeld Noorderkroon. Het hemelobject werd op 10 juli 1880 ontdekt door de Franse astronoom Édouard Jean-Marie Stephan.

## Synoniemen
- MCG 6-36-15
- ZWG 196.25
- KUG 1615+352A
- PGC 57734